# Вільнянські вісті
Вільнянські вісті — газета-тижневик, що виходить з липня 2010 р. у Вільнянському районі Запорізької області. Свідоцтво 33№ 976-251-р видане Головним управлінням юстиції у Запорізькій області. Засновник — Кривохатько В. В.
Наклад газети — 7-10 тис. Мова — українська.
Редактори:
2011 — Редактор — Кривохатько Вадим Вікторович
телефони редакції: 4-17-08;

## Інтернет-ресурси
- Вільнянські вісті